# Csipkés Elek
Aranyos-rákosi Csipkés Elek (1770 körül – 1841) író.
1786-ban a kolozsvári unitárius kollégium diákja volt. 1798-ban már nótáriusként működött Tordán. A következő években különböző tisztségeket töltött be az ótordai unitárius egyházközségben. 1799-ig dolgozott jegyzőként, 1807-ben már főkurátoként tevékenykedett, ezt a tisztséget 1810-ig viselte. 1811-től konzisztóriumi tag volt. 1808-ban kinevezték Gálfi József mellé az unitárius gimnázium helyettes gondnokává, 1810 és 1824 között felügyelő gondnokként dolgozott ugyanitt.
A városvezetésben is szerepet játszott, 1800-ban közhivatalnok, a Torda vármegyei tanács levéltárosa, majd 1804-től 1825-ig, majd 1829–től 1841-ig a városi tanács tagja: assessor valamint egyúttal árvaszéki ülnök. Az 1826 és 1829 között a tordai városi tanács feje lett, mint főhadnagy, ezenfelül a városrendezési bizottság elnöki tisztjét is betöltötte. 

## Munkája
- Torda nemes városának históriája, eredete, változásai, törvényes és politikai administráltatásának leirása (kézirat, 1823)